# Монхиган
Монхиган (англ. Monhegan) — остров и плантация, то есть малая единица гражданского деления, в округе Линкольн, штата Мэн, США. В 2010 году на острове проживало 69 человек.

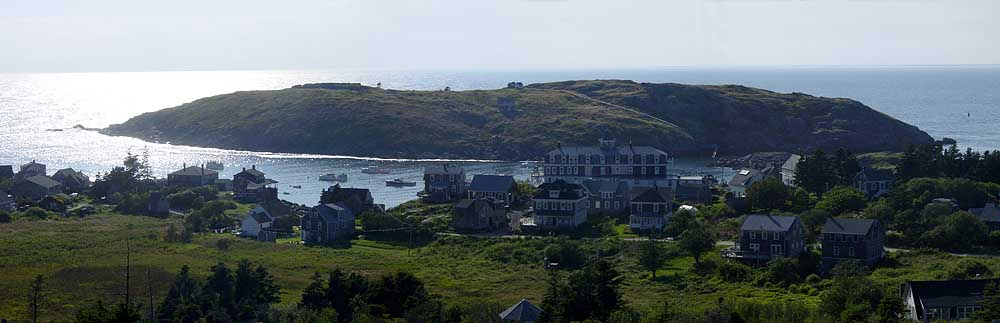
Вид с острова Мохиган на остров Манана

## География
Монхиган — островной населённый пункт, состоящий из островов Монеган и не населённого Манана, в заливе Мэн. Согласно бюро переписи населения США, общая площадь островов — 11,7 км², из которых 2,2 км² — суша и 9,5 км² (79,3 %) — вода.

## История
Название произошло от «Monchiggon» — на алгонквинском языке «остров вне моря». Европейские поселенцы впервые посетили остров в 1603 году. Первое время он заселялся британскими рыбаками. Долгое время остров был предметом конфликта между Новой Англией и Новой Францией. В 1839 году Монхиган был инкорпорирован как островная плантация. В конце XIX века на остров начали приезжать художники, проводились летние школы по рисованию.

## Население
| Год переписи | Нас. |  | %±     |
| ------------ | ---- |  | ------ |
| 1870         | 145  |  | —      |
| 1880         | 134  |  | −7,6%  |
| 1890         | 90   |  | −32,8% |
| 1900         | 94   |  | 4,4%   |
| 1910         | 120  |  | 27,7%  |
| 1920         | 133  |  | 10,8%  |
| 1930         | 109  |  | −18%   |
| 1940         | 115  |  | 5,5%   |
| 1950         | 75   |  | −34,8% |
| 1960         | 65   |  | −13,3% |
| 1970         | 44   |  | −32,3% |
| 1980         | 109  |  | 147,7% |
| 1990         | 88   |  | −19,3% |
| 2000         | 75   |  | −14,8% |
| 2010         | 69   |  | −8%    |
| 2016         | 40   |  | −42%   |

По данным переписи населения 2010 года население Монхигана составляло 69 человек (из них 53,6 % мужчин и 46,4 % женщин), в городе было 40 домашних хозяйств и 15 семей. На территории города было расположено 164 постройки со средней плотностью 14 построек на км² суши. Расовый состав: белые — 97,1 %. На 2016 год население Монхигана было распределено по происхождению следующим образом: 57,5 % — французское, 12,5 % — ирландское, 15,0 % — английское, 30,0 % — норвежское происхождение.
Население города по возрастному диапазону по данным переписи 2010 года распределилось следующим образом: 14,5 % — жители младше 21 года, 72,5 % — от 21 до 65 лет и 13,0 % — в возрасте 65 лет и старше. Средний возраст населения — 45,8 лет. На каждые 100 женщин в Монхигане приходилось 115,6 мужчин, при этом на 100 совершеннолетних женщин приходилось уже 96,7 мужчин сопоставимого возраста (демографические показатели; всего здесь проживает менее 100 жителей).
Из 40 домашних хозяйств 37,5 % представляли собой семьи: 35,0 % совместно проживающих супружеских пар (12,5 % с детьми младше 18 лет); 2,5 % — женщины, проживающие без мужей. 62,5 % не имели семьи. В среднем домашнее хозяйство ведут 1,73 человека, а средний размер семьи — 2,67 человека. В одиночестве проживали 57,5 % населения, 12,5 % составляли одинокие пожилые люди (старше 65 лет).
В 2016 году из 35 человек старше 16 лет имели работу 28. В 2014 году средний доход на семью оценивался в 69 400 $, на домашнее хозяйство — в 57 825 $. Доход на душу населения — 31 020 $ в год.

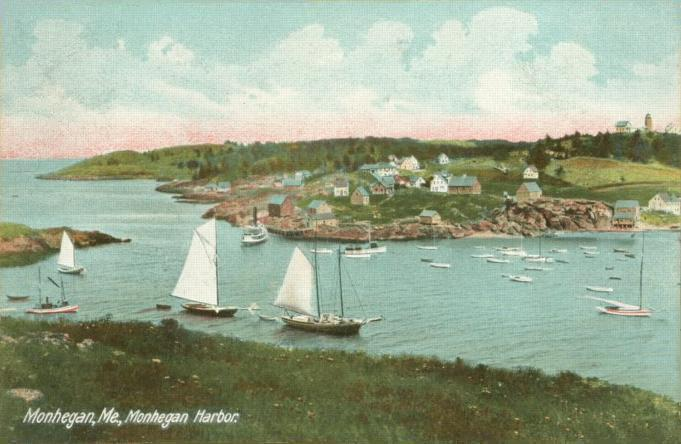
Гавань Монхиган, Монхиган, Мэн. (1909)
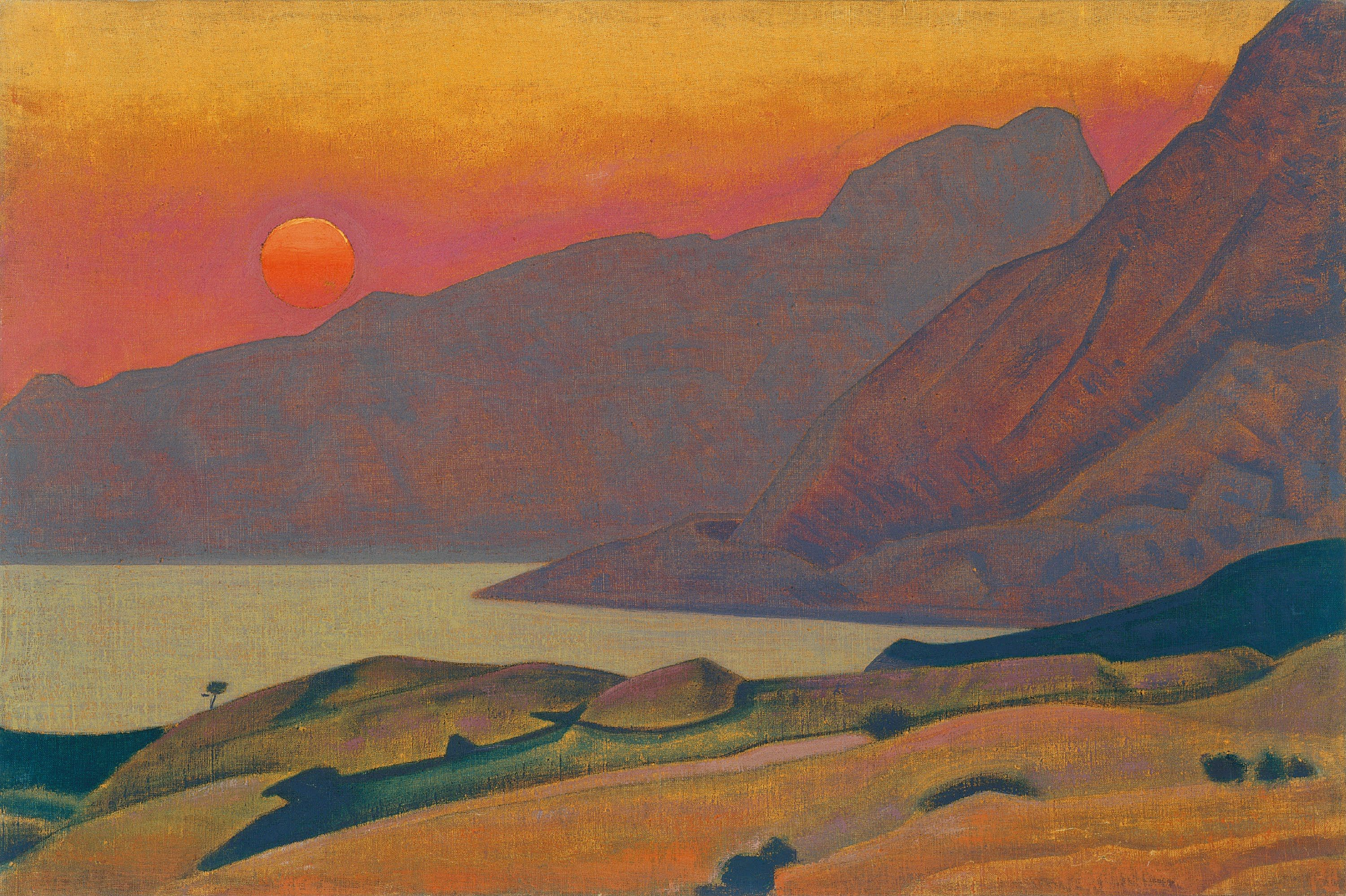
Монхиган. Мэн (1922) Николай Константинович Рерих   -  На Викискладе есть медиафайлы по теме Картины изображающие Монхиган
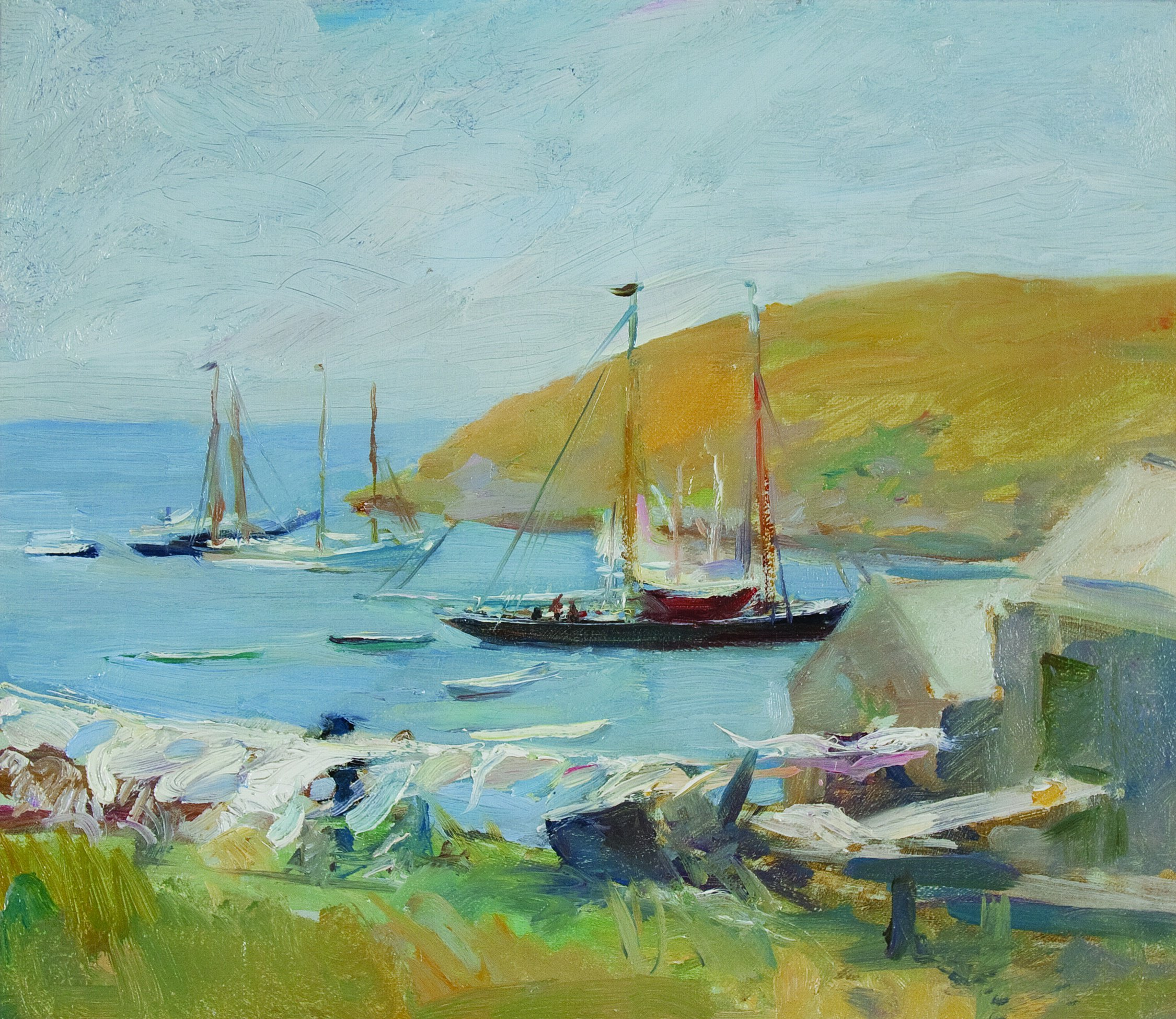
Гавань острова Монхиган с видом на Манану Элис Кент